# Championnats du monde de VTT 1996
Navigation
Kirchzarten 1995 Château-d'Œx 1997
Les championnats du monde de VTT 1996 se sont déroulés à Cairns en Australie en juin 1996.

## Médaillés

### Cross-country
| Épreuves                                    | Or                   | Or              | Argent          | Argent       | Bronze               | Bronze       |
| ------------------------------------------- | -------------------- | --------------- | --------------- | ------------ | -------------------- | ------------ |
| Hommes, élites résultats détaillés          | Thomas Frischknecht  | 2 h 39 min 33 s | Rune Høydahl    | + 9 s        | Hubert Pallhuber     | + 32 s       |
| Femmes, élites résultats détaillés          | Alison Sydor         | 2 h 50 min 56 s | Ruthie Matthes  | + 1 min 52 s | Maria Paola Turcutto | + 2 min 02 s |
| Hommes, moins de 23 ans résultats détaillés | Dario Acquaroli      | 2 h 16 min 20 s | Miguel Martinez | + 2 min 43 s | Cadel Evans          | + 2 min 49 s |
| Hommes, juniors résultats détaillés         | José Antonio Hermida | 1 h 54 min 31 s | Mickaël Reynaud | + 8 s        | Håkon Austad         | + 1 min 58 s |
| Femmes, juniors résultats détaillés         | Helena Eriksson      | 1 h 14 min 15 s | Emelie Öhrstig  | + 2 min 13 s | Sonja Morf           | + 2 min 37 s |

### Descente
| Épreuves                            | Or                     | Or            | Argent         | Argent    | Bronze          | Bronze    |
| ----------------------------------- | ---------------------- | ------------- | -------------- | --------- | --------------- | --------- |
| Hommes, élites résultats détaillés  | Nicolas Vouilloz       | 4 min 54.79 s | Shaun Palmer   | + 0.15 s  | Bas de Bever    | + 0.33 s  |
| Femmes, élites résultats détaillés  | Anne-Caroline Chausson | 5 min 26.47 s | Leigh Donovan  | + 0.18 s  | Missy Giove     | + 3.79 s  |
| Hommes, juniors résultats détaillés | Andy Bueler            | 5 min 00.39 s | Cédric Gracia  | + 2.18 s  | Maxime Gardella | + 3.46 s  |
| Femmes, juniors résultats détaillés | Nolvenn Le Caër        | 5 min 45.83 s | Sari Jörgensen | + 35.74 s | Sabrina Jonnier | + 38.01 s |